# Théodort
Pour les articles homonymes, voir Levisse.
Théodort pseudonyme de Théodore Levisse, né le 28 octobre 2002 à Lille, est un chanteur, rappeur et ancien vidéaste web français. Il se fait connaître sur la plateforme de vidéos YouTube à un jeune âge, lançant sa chaîne en 2013, alors qu'il n'a que 10 ans.
Le 24 mai 2024, il sort son premier album intitulé Imad. 7 mois plus tard, le projet est certifié disque d'or.

## Biographie

### Jeunesse et éducation
Théodore Levisse naît le 28 octobre 2002 à Lille. Sa mère est originaire du Bénin. Imad est son deuxième prénom, donné par sa grand-mère.
Il étudie à l'école Perimony à Paris et est titulaire d'un baccalauréat littéraire.

### Carrière sur internet
Théodort se lance dans la vidéo à l'âge de 10 ans, inspiré par Diablox9. Malgré des débuts modestes et des critiques initiales, il continue à créer des vidéos sur YouTube. En 2016, sa parodie d'Amine Mojito lui permet de se faire connaitre sur Youtube.
En novembre 2021, Mastu et Joyca créent le LOAT, ou « Local Of All Time », un espace de création de contenu à Angers. Doté de studios de tournage et de zones de détente, il permet à Theodort, Raska, Linca et Hctuan de collaborer et de partager des moments privilégiés,. Le local ferme ses portes en mars 2024 en raison de contraintes financières et géographiques.
Ses vidéos les plus célèbres sont celles où il fait des parodies musicales et humoristiques, souvent intitulées Ce rappeur qui... ou Ce youtubeur qui..., dans lesquelles il imite avec humour des personnalités célèbres, notamment des rappeurs français tels que SCH, Nekfeu ou encore Benjamin Epps. Certaines de ses parodies ont été appréciées par les artistes qu'il imite, tandis que d'autres ont suscité des réactions plus mitigées,.
En novembre 2022, Theodort fait appel à deux chasseurs de fantômes Sandy et Jonathan pour enquêter sur des phénomènes paranormaux de son appartement angevin. Ces experts utilisent divers outils, tels que des détecteurs d'ondes magnétiques et une Spirit Box, pour détecter et communiquer avec d'éventuelles présences surnaturelles,.
Le 13 janvier 2024, Theodort supprime toutes les vidéos de sa chaîne YouTube afin de se consacrer pleinement sur sa musique,.

#### GP Explorer 2
Le 9 septembre 2023, Theodort participe au GP Explorer 2, un événement automobile de Formule 4 organisé par Squeezie sur le circuit Bugatti, célèbre pour les 24 heures du Mans. Il fait équipe avec Djilsi, un autre YouTubeur. Theodort porte le numéro 23, rejoignant une équipe de 24 participants répartis en 12 écuries. L'événement est diffusé en direct sur Twitch. Theodort finit 13e de la course,.

### Carrière cinématographique
En 2023, il joue le rôle secondaire de Yacine dans Sage-Homme, une comédie dramatique française réalisée par Jennifer Devoldère. Ce film raconte l'histoire de Léopold, un jeune homme qui se découvre une passion pour le métier de sage-femme après avoir échoué à intégrer une école de médecine,.
Il est invité au Festival de Cannes 2023 par Instagram pour ses vidéos sur les réseaux sociaux et sa participation au film Sage-Homme.

### Carrière musicale
En juillet 2022, Theodort sort son premier EP de trois titres intitulé On arrive. Durant ce même mois, il apparait sur le projet Le film : Le commencement du rappeur Zuukou Mayzie, sur le morceau Fight Club,.
En mars 2024, il publie son morceau Toko dombi, un titre qui figure dans son album au style amapiano intitulé Imad,, sorti le 24 mai de la même année. 7 mois plus tard, le projet est certifié disque d'or.

## Vie privée
Rendue publique sur les réseaux sociaux, il est en couple avec l'influenceuse Yasmine Golotchoglova jusqu'à fin 2023. Yasmine Golotchoglova partage la nouvelle de leur séparation dans une story Instagram le 21 août 2023, exprimant son émotion face à la fin de cette relation.

## Discographie

### Singles
| Année | Titre                   | Meilleure position | Meilleure position | Meilleure position | Certifications | Album          |
| Année | Titre                   | FR                 | WAL                | SUI                | Certifications | Album          |
| ----- | ----------------------- | ------------------ | ------------------ | ------------------ | -------------- | -------------- |
| 2021  | Sur le toit de l'Europe | —                  | —                  | —                  | —              | —              |
| 2024  | Toko dombi              | 17                 | —                  | —                  | - : Or         | Imad           |
| 2024  | Wayeh                   | 7                  | 28                 | 91                 | - : Diamant    | Imad           |
| 2024  | Wayeh Remix (avec CKay) | —                  | —                  | —                  | —              | —              |
| 2024  | Chacun son chacun       | —                  | —                  | —                  | —              | —              |
| 2025  | Un peu de retenue       | —                  | —                  | —                  | —              | Imad, la suite |
| 2025  | La vraie vie            | —                  | —                  | —                  | —              | Imad, la suite |
| 2025  | ADEMO EN 2015           | —                  | —                  | —                  | —              | ÉTÉ 2015       |

### Apparitions
- 2022 : Fight Club - Zuukou Mayzie

## Filmographie

### Films
- 2023 : Sage-Homme : Yacine
- 2024 : La Cage